# Explosión nuclear

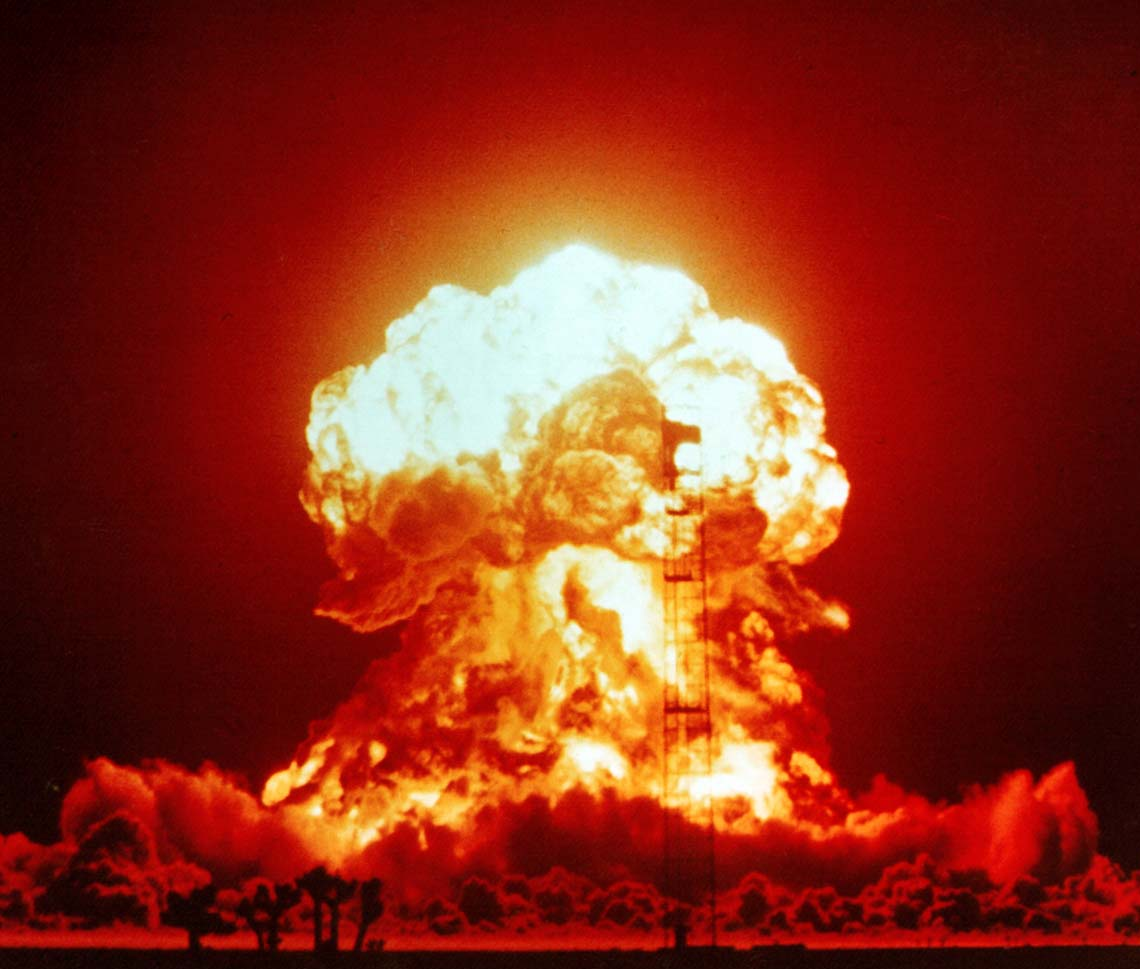
Una torre de 23 kilotones llamada BADGER, disparada el 18 de abril de 1953 en el sitio de pruebas de Nevada, como parte de la serie de pruebas nucleares Operation Upshot–Knothole.

Una explosión nuclear —también llamada explosión atómica— es una explosión que ocurre como resultado de la rápida liberación de energía de una reacción nuclear de alta velocidad. La reacción de conducción puede ser fisión nuclear o fusión nuclear o una combinación en cascada de múltiples etapas de los dos, aunque hasta la fecha todas las armas basadas en fusión han utilizado un dispositivo de fisión para iniciar la fusión, mientras que un arma de fusión pura sigue siendo un dispositivo hipotético. 
Las explosiones nucleares atmosféricas están asociadas con nubes de hongo, aunque las nubes de hongo pueden ocurrir con grandes explosiones químicas. Es posible tener una explosión nuclear de explosión de aire sin esas nubes. Las explosiones nucleares producen radiación y desechos radiactivos.

## Historia
La primera explosión nuclear causada por el humano ocurrió el 16 de julio de 1945 a las 5:50 a. m. en el sitio de prueba Trinity cerca de Alamogordo (Nuevo México, Estados Unidos), un área ahora conocida como el campo de misiles de Arenas Blancas . El acto implicó la prueba a gran escala de una bomba atómica de fisión de tipo implosión. En un memorándum al secretario de Guerra de Estados Unidos, el general Leslie Groves describe el rendimiento como equivalente a 15,000 a 20,000 toneladas de TNT. Después de esta prueba, una bomba nuclear de uranio (Little Boy) se arrojó sobre la ciudad japonesa de Hiroshima el 6 de agosto de 1945, con un rendimiento explosivo de 15 kilotones; también fue arrojada una bomba de tipo implosión de plutonio (Fat Man) en Nagasaki el 9 de agosto de 1945, con un rendimiento explosivo de 21 kilotones. En los años posteriores a la Segunda Guerra Mundial, ocho países realizaron pruebas nucleares con 2475 dispositivos disparados en 2120 pruebas.
En 1963, Estados Unidos, la Unión Soviética y el Reino Unido firmaron el Tratado de Prohibición de Pruebas Limitadas, comprometiéndose a abstenerse de probar armas nucleares en la atmósfera, bajo el agua o en el espacio ultraterrestre. El tratado permitía pruebas subterráneas. Muchas otras naciones no nucleares se adhirieron al Tratado después de su entrada en vigor; sin embargo, varios estados con armas nucleares no han accedido. [cita requerida]
La aplicación principal hasta la fecha ha sido militar (es decir, armas nucleares), y el resto de las explosiones incluyen lo siguiente: 
- Propulsión de pulso nuclear, incluido el uso de una explosión nuclear como estrategia de desviación de asteroides.
- Generación de energía; ver PACER
- Explosiones nucleares pacíficas

## Armas nucleares
Solo dos armas nucleares han sido desplegadas en combate, ambas por Estados Unidos contra Japón en la Segunda Guerra Mundial. El primer suceso ocurrió en la mañana del 6 de agosto de 1945, cuando las Fuerzas Aéreas del Ejército de los Estados Unidos, arrojaron un dispositivo tipo pistola de uranio llamado Little Boy en la ciudad de Hiroshima, matando a 70,000 personas, incluidos 20,000 combatientes japoneses y 20,000 trabajadores esclavos coreanos. El segundo suceso ocurrió tres días después, cuando las Fuerzas Aéreas del Ejército de Estados Unidos lanzaron un dispositivo de tipo implosión de plutonio llamado Fat Man en la ciudad de Nagasaki. Mató a 39,000 personas, incluidos 27,778 empleados japoneses de municiones, 2000 trabajadores esclavos coreanos y 150 combatientes japoneses. En total, alrededor de 109,000 personas murieron en estos bombardeos. (Ver los bombardeos atómicos de Hiroshima y Nagasaki para una discusión completa). Las armas nucleares son vistas en gran medida como un "elemento disuasorio" por la mayoría de los gobiernos; La magnitud de la destrucción causada por un arma nuclear ha impedido considerar seriamente su uso en la guerra . [cita requerida]

### Prueba nuclear
Desde la prueba Trinity y excluyendo el uso de armas nucleares en combate, la humanidad (esas pocas naciones con capacidad) ha detonado aproximadamente 1700 explosiones nucleares, todas (menos seis, que fueron explosiones nucleares pacíficas) como pruebas. Las pruebas nucleares son experimentos realizados para determinar la efectividad, el rendimiento y la capacidad explosiva de las armas nucleares. A lo largo del siglo XX, la mayoría de las naciones que han desarrollado armas nucleares tuvieron una prueba por etapas. Probar armas nucleares puede proporcionar información sobre cómo funcionan las armas, así como sobre cómo se comportan las armas bajo diversas condiciones y cómo se comportan las estructuras cuando se someten a una explosión nuclear. Además, las pruebas nucleares a menudo se han utilizado como un indicador de la fuerza científica y militar, y muchas pruebas han sido abiertamente políticas en su intención; La mayoría de los estados de armas nucleares declararon públicamente su estado nuclear mediante una prueba nuclear.

## Efectos de las explosiones nucleares.
Los efectos dominantes de un arma nuclear (la explosión y la radiación térmica) son los mismos mecanismos de daño físico que los explosivos convencionales, pero la energía producida por un explosivo nuclear es millones de veces más por gramo y las temperaturas alcanzadas están en las decenas de megakelvin. Las armas nucleares son bastante diferentes de las armas convencionales debido a la gran cantidad de energía explosiva que pueden producir y los diferentes tipos de efectos que producen, como las altas temperaturas y la radiación nuclear. 
El impacto devastador de la explosión no se detiene después de la explosión inicial, como con los explosivos convencionales. Una nube de radiación nuclear viaja desde el epicentro de la explosión, causando un impacto en las formas de vida incluso después de que las ondas de calor hayan cesado. 
Cualquier explosión nuclear (o guerra nuclear) tendría efectos catastróficos a largo plazo y de gran alcance. La contaminación radiactiva causaría mutaciones genéticas y cáncer a lo largo de muchas generaciones.